# Everything Ever Written
Everything Ever Written è il settimo album in studio del gruppo musicale rock scozzese Idlewild, pubblicato nel 2015.

## Tracce
1. Collect Yourself – 4:39
2. Come On Ghost – 4:17
3. So Many Things to Decide – 4:12
4. Nothing I Can Do About It – 4:47
5. Every Little Means Trust – 3:40
6. (Use It) If You Can Use It – 7:11
7. Like a Clown – 4:57
8. On Another Planet – 3:20
9. All Things Different – 4:27
10. Radium Girl – 3:19
11. Left Like Roses – 5:02
12. Utopia – 4:14